# Sternaspis spinosus
Sternaspis spinosus är en ringmaskart som beskrevs av Sluiter 1882. Sternaspis spinosus ingår i släktet Sternaspis och familjen Sternaspidae. Inga underarter finns listade i Catalogue of Life.